# Вики Терзийска
Виктория Терзийска, по-известна като Вики Терзийска, е българска певица, вокал и текстописец на поп и рок музикална група „Мастило“. Тя е автор на всички текстове на песните на групата.

## Биография

### Произход и образование
Терзийска е родена на 3 май 1979 г. в град Исперих, в семейство на юристи. Завършва Английската езикова гимназия в Разград, а по-късно и „Журналистика“ във Факултета по журналистика и масова комуникация на СУ „Св. Климент Охридски“.

### Музикална кариера
Терзийска е вокалист и текстописец на всички песни на група „Мастило“. Кариерата ѝ започва с кратко участие в група „Спринт“ през 1998 г. През 1999 г. тя се превръща в лицето на току-що създадената поп група „Мастило“. Заедно издават три албума с авторски песни – „Iгуана“ (2001 г.), „Репетиция“ (2004 г.) и „Ела до мен“ (2006 г.). През 2005 г. Виктория излиза на една сцена с Джо Кокър и Натали Имбрулия, a през 2006 г. е специален гост заедно с Руслана на Международния музикален фестивал в Ейлат, Израел. През 2013 г. излиза нов сингъл на групата – „Спираш ми дъха“.
Освен за група „Мастило“, Виктория пише текстове и за други български изпълнители.

### Скандал от 2006 г.
На 5 май 2006 г., по време на фестивала „Цвете за Гошо“, докато изпълнява песента „Така приятно е с теб“, удря с микрофон по главата зрител, доближил се до сцената.

### Телевизионна кариера
Водеща на тв класацията „Форте – Българският Топ 100“ по Канал 1.
Участва в телевизионното шоу Fort Boyard, излъчвано по bTV през 2009 г.
Терзийска е водеща на първия сезон на музикалния формат „Гласът на България“ заедно с Мартен Роберто по bTV през 2011 година.
Наричана от публиката „Момичето с кафявите очи“ или още „Вики от Мастило“, през 2012 г. тя участва в българския драматичен сериал с криминални елементи „Къде е Маги?“. В сериала е второстепенна героиня, изпълнявайки ролята на разследващия полицай Полина Павлова, партньор на Андрей Чернев.
През пролетта на 2013 година е треньор във втория сезон на музикалния формат „Гласът на България“.

## Филмография
- Колобър (2001) - Майа, съпруга на Борис и дъщеря на последния колобър, великият жрец на Тангра